# Dub (Bośnia i Hercegowina)
Dub (cyr. Дуб) – wieś w Bośni i Hercegowinie, w Republice Serbskiej, w gminie Rogatica. W 2013 roku liczyła 11 mieszkańców.